# Acrogeria
L'acrogeria è una malattia congenita rara con atrofia della pelle e del tessuto adiposo sottocutaneo a livello principalmente del viso e delle estremità; si riscontra inoltre iperpigmentazione e quindi un aspetto cutaneo che richiama un invecchiamento precoce (progeria).

## Epidemiologia e storia
L'incidenza della malattia è sconosciuta; è probabile che l'ereditarietà sia autosomica recessiva. Il genere femminile sembra essere colpito molto più spesso.
La malattia è anche detta sindrome di Gottron dal dermatologo tedesco Hautarzt Heinrich Gottron, che nel 1940 ne fornì per primo una descrizione.

## Eziologia
L'esatta eziologia è sconosciuta, ma si ritiene che alla base della sindrome vi sia una mutazione a carico del gene COL3A1 sul braccio lungo del cromosoma 2, in corrispondenza del locus genico q32.2. La malattia potrebbe però essere causata anche da una mutazione a carico del gene LMNA.

## Clinica

### Sintomi e segni
I segni clinici della sindrome sono:
- Insorgenza della malattia durante la prima infanzia
- Acromicria (dimensioni ridotte delle mani, dei piedi e degli arti in generale)
- Micrognazia
- Grave atrofia della cute e del sottocute con alterazioni morfologiche degli strati cutanei più profondi, tendenza a lesioni meccaniche e teleangectasia locale
- Eritema del volto, con pelle atrofica e avvizzita
- Rash cutaneo simile a quello della scarlattina
- Onicodistrofia

Non è rara la comorbidità con la sclerodermia.

### Esami strumentali e di laboratorio
La radiografia mostra una degenerazione del tessuto osseo spugnoso; spesso è visibile anche una mancata chiusura della placca epifisaria.

### Diagnosi differenziale
L'acrogeria entra in diagnosi differenziale con la sindrome di Brugsch, con la sindrome di Hutchinson-Gilford, con l'aplasia congenita della cute e con la sindrome di Ehlers-Danlos.